# Råda distrikt, Härryda kommun
Råda distrikt är ett distrikt i Härryda kommun och Västra Götalands län. 
Distriktet ligger väster om Härryda. 

## Tidigare administrativ tillhörighet
Distriktet inrättades 2016 och utgörs av socknen Råda i Härryda kommun
Området motsvarar den omfattning Råda församling hade vid årsskiftet 1999/2000.